# ديفيد بالا
ديفيد بالا (بالبرتغالية: David Carlos Teles Veloso‏) هو لاعب كرة قدم برازيلي في مركز الهجوم، ولد في 28 أكتوبر 1988 في Vera Cruz, São Paulo ‏ في البرازيل. لعب مع نادي أمريكا.

## وصلات خارجية
- ديفيد بالا على موقع Soccerway.com (الإنجليزية)